# Festő buzér
A festő buzér (Rubia tinctorum) a buzérfélék (Rubiaceae) családjában a névadó nemzetség fajai közül az egyetlen, amelyik Magyarországon is előfordul.

## Elterjedése, élőhelye
A Földközi-tenger mellékéről és Elő-Ázsiából származik. Magyarországon valószínűleg egykori termesztőhelyeiről vadult ki. Szárazságtűrő növény, a jó vízáteresztő, üledékes talajokat kedveli. Elsősorban a Duna és a Dráva hordalékain maradtak fenn állományai. Gyakrabban használt magyar nevei: pirosítófű, buzér, festőfű, vörösfestőgyökér.

## Jellemzése
Évelő növény. Gyökerei hosszúak, húsosak, hengeresek, narancsvörösek. Négyzetes keresztmetszetű szára több szinten elágazik, élein horgas szőrök fejlődnek. Levelei lándzsa alakúak, merevek, tüskés élűek és örvökben helyezkednek el a növény szárán. Apró, mézsárga virágai június-júliusban nyílnak. Termése apró (3–5 mm-es), húsos, fekete, hasadó (iker-) bogyó.

## Felhasználása, története
A textil- és bőrfestésben a legkorábbi időktől a vörös szín számított a legnépszerűbbnek. Az ókor egyik legnépszerűbb, legszebb vörös festékanyaga az alizarin volt, amit a festő buzér gyökérzetéből állítottak elő. Riválisa ebben az időszakban a karmazsintetű volt. A festék Kínába időszámításunk kezdete táján jutott el. Nyugat-Európában a 9–11. század között honosodott meg, és az alizarin a 13-14. századra a gyapjúfélék legfontosabb vörös színezékévé vált. A 19. század végén, az alizarin szintetikus előállításának felfedezésével termesztése drasztikusan visszaesett.